# HD 167042
HD 167042 är en ensam stjärna i den södra delen av stjärnbilden Draken. Den har en  skenbar magnitud av ca 5,97 och är mycket svagt synlig för blotta ögat där ljusföroreningar ej förekommer. Baserat på parallaxmätning inom Hipparcosuppdraget på ca 19,9 mas, beräknas den befinna sig på ett avstånd på ca 164 ljusår (ca 50 parsek) från solen. Den rör sig närmare solen med en heliocentrisk radialhastighet på ca -18 km/s.

## Egenskaper
HD 167042 är en orange till gul underjättestjärna av spektralklass K1 IV. Den har en massa som är ca 1,9 solmassor, en radie som är ca 5,7 solradier och har ca 12 gånger solens utstrålning av energi från dess fotosfär vid en effektiv temperatur av ca 4 500 K.

## Planetsystem
Den 28 november 2007 publicerades på arXiv-servern en avisering av upptäckten av exoplaneten HD 167042 b. Den granskade uppsatsen publicerades sedan i The Astrophysical Journal den 1 mars 2008. Upptäckten bekräftades senare oberoende.
| Planet | Massa      | Halv storaxel (AE) | Siderisk omloppstid (d) | Excentricitet | Inklination | Radie |
| ------ | ---------- | ------------------ | ----------------------- | ------------- | ----------- | ----- |
| b      | ≥ 1,7 ± MJ | 1,30 ±             | 412,6 ± 4               | 0,027 ± 0,04  | -           | -     |